# Secoya
Die Secoya (Eigenbezeichnung: Siekóya Pâi, "Menschen des gestreiften Flusses") sind eine südamerikanische Ethnie im westlichen Amazonasgebiet. Ihre Sprache gehört zur Familie der Tucano-Sprachen. Es leben nur noch etwa 350 Secoya im Nordosten Ecuadors (hier vor allem in einem ca. 296 km² großen Territorio Indígena innerhalb des Naturreservates Cuyabeno) und 500 in Peru.